# Янищиц, Евгения Иосифовна
Евгения Иосифовна Яни́щиц (бел. Яўгенія Янішчыц; 20 ноября 1948, Рудка — 25 ноября 1988, Минск) — белорусская поэтесса.

## Биография
Евгения Янищиц родилась 20 ноября 1948 года в крестьянской семье в деревне Рудка (ныне Пинский район). Училась в Рудковской начальной школе, потом до 8 класса в школе деревни Мерчицы. Окончила школу в деревне Поречье в 1966 году, в том же году поступила на филологический факультет БГУ имени В. И. Ленина, который успешно окончила в 1971 году. Уже в 1969 году участвовала во всесоюзном съезде молодых поэтов и писателей, а в 1970 году выходит её первый сборник стихов.
Работала заведующей библиотеки в ЦК ЛКСМБ (1971). С 1976 года — литературный консультант «Сельской газеты», в 1983—1988 годах заведовала отделом поэзии литературного журнала «Маладосць». Член Союза писателей Беларуси с 1971 года. В 1981 году как член делегации БССР участвовала в работе XXXVI сессии Генеральной ассамблеи ООН. Работала с корреспондентом Владимиром Павловичем Ковалем.
Трагически погибла 25 ноября 1988 года, выбросившись из окна или упав с балкона своей минской квартиры.

## Семья
Мать — Мария Андреевна (умерла в 2006 году). Отец — Иосиф Степанович Потапчук (умер в 1975 году). Фамилию Янищиц писательница получила от первого мужа матери, Йозаса Янищица, который погиб на фронте в 1944 году.
В 1971 году вышла замуж за белорусского поэта и журналиста Сергея Понизника и переехала в Чехословакию, где тот проходил военную службу. Однако брак был недолгим — уже в 1972 году Евгения Янищиц вернулась в Беларусь, где 14 ноября родила сына Андрея и воспитывала его одна. Есть внучка Яна (род. 2002). В 1976 году брак был официально расторгнут.

## Творчество
Дебютировала стихотворениями в республиканской печати в 1964 году (журнал «Бярозка»).

## Переводы
- Спроси у чабреца. Пер. Р. Казаковой. М., Советский писатель, 1985.

## Награды и звания
- Премия Ленинского комсомола Белорусской ССР (1978) — за книгу лирики «День вечерний»[1].
- Государственная премия БССР имени Янки Купалы (1986) — за книгу лирики «Пора любви и жалости»[1].

## Память
- 2008 год на Пинщине был объявлен литературным годом Евгении Янищиц. Во всех библиотеках района проводились встречи, конкурсы, викторины, читателей знакомили с творческим наследием поэтессы.
- Решением Пинского райисполкома базовой школе в деревне Поречье Пинского района Брестской области присвоено имя белорусской поэтессы Евгении Янищиц[4].
- Мемориальная доска в честь Евгении Янищиц на здании школы в Поречье Пинского района Брестской области. Надпись гласит — «В этой школе с 1963 г. по 1966 г. училась известная белорусская писательница Евгения Иосифовна Янищиц (20.11.1948 — 25.11.1988)»
- Народный литературный музей белорусской поэтессы в Поречье Пинского района Брестской области
- К двадцатилетию со дня её смерти режиссёр Андрей Левчик снял фильм «Небяспечны талент» по сценарию поэтессы Раисы Боровиковой «На голас Музы», близко знавшей Евгению.
- Литературовед Святлана Калядка издала книгу о Евгении Янищиц — «Непрыручаная птушка Палесся». Историк Анатолий Мясников включил статью о Янищиц в книгу «Сто асоб беларускай гісторыі».